# Kinder, Mütter und ein General
Kinder, mütter und ein general (Niños, madres y un general, traducida al inglés como Children, mother, and the general), es una película alemana de 1955 dirigida por László Benedek y protagonizada por Hilde Krahl, Bernhard Wicki y Klaus Kinski. La cinta fue galardonada con el Globo de Oro a la mejor película en lengua no inglesa del año. Además, Therese Giehse obtuvo el premio a la mejor actriz principal en los Premios del Cine Alemán.
- Datos: Q823414